# Santuario di Maria Santissima di Belvedere
Il santuario di Maria Santissima di Belvedere è dedicato all'omonima Madonna, col titolo di "Belvedere". Il santuario è situato su un'altura a circa 100 metri s.l.m, in una zona dove il paesaggio si staglia verso una piana di ulivi secolari fino ad arrivare al mare, per questo compare il nome "Belvedere". Il santuario si trova a 4 km a nord-est da Carovigno. 
All'interno del santuario, vi sono due grotte, poste a due differenti livelli. Entrambe sono collegate all'interno della chiesa tramite una larga gradinata, la "scala santa", formata in tutto da 47 gradini. Nei due livelli vi sono vari affreschi che ritraggono principalmente la Madonna di Belvedere. 
Il santuario è meta di pellegrinaggio in vari periodi dell'anno, in particolare nella settimana dopo Pasqua, quando Carovigno è nel pieno delle festività in onore di Maria Santissima di Belvedere, con il tradizionale rito quasi millenario della 'Nzegna, che si svolge il lunedì e martedì dopo Pasqua in paese e il sabato sempre dopo Pasqua nel Santuario di Belvedere.

## Storia e descrizione
Il santuario è stato costruito su due piani di grotte rinvenute, secondo la leggenda, da un pastore e un signore di Conversano, mentre essi cercavano il primo il suo vitellino e il secondo l'immagine della Madonna di Belvedere apparsa in sogno giorni prima. Questa leggenda ha portato la cittadina di Carovigno a una forte devozione per la Madonna di Belvedere, con vari pellegrinaggi durante alcuni periodi dell'anno e, in special modo, con il rito della 'Nzegna, quasi millenario. 

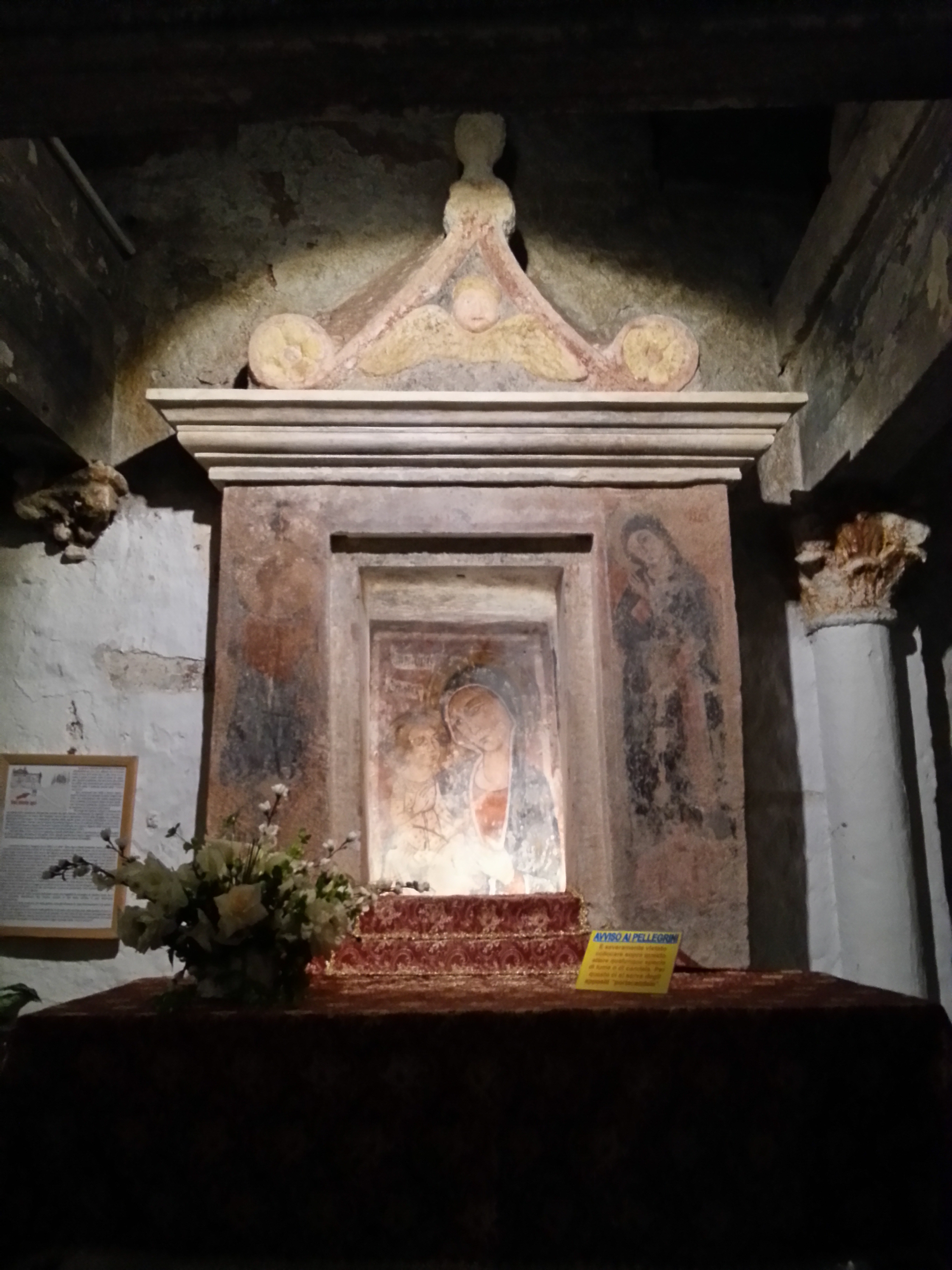
Altare della prima cripta.

Una struttura precedente a quella attuale venne commissionata nel 1501, dal nobile napoletano Pirro Loffreda, che fece costruire anche un altare di tipo basilicale, nel primo piano della grotta, dove nel 1525 venne sepolta la moglie Laudomia Alagno. L'altare venne costruito dall'ostunese Giovanni Lombardo, uno scultore e architetto. L'altare presenta un baldacchino addossato alla parete, con delle sottili colonne sormontate da dei capitelli e una complessa trabeazione. 

Planimetria del Santuario, Vista longitudinale delle grotte e frontale del secondo piano e Fregio dell'altare nel primo piano della grotta.

Nel 1875, il Santuario ricevette la forma attuale, a seguito dei lavori di restauro e ampliamento da parte del Commendatore Alfredo Dentice di Frasso. 
La Chiesa della grotta si rifà in parte alle prime basiliche cristiane. È provvista di una sola navata. L'equilibrio delle proporzioni tra altezza, lunghezza e larghezza, riporta a un'architettura rinascimentale. Il pavimento in maiolica napoletana dell'Ottocento rappresenta i simboli della croce greca e quella latina, che riporta quindi alle origini di questo luogo e anche dell'inizio della ‘Nzegna. 

## Grotte
Le grotte sono di tipo carsico, tipiche del luogo e si dividono in due livelli o cripte: Cripta superiore e Cripta inferiore. Queste due grotte sono collegate tra di loro e con la Chiesa, attraverso una larga gradinata, formata da 47 gradini in tutto. Durante la scesa di questa scala, secondo la tradizione, bisogna recitare una preghiera per ogni gradino, per far sì che, nell'arrivo alla cripta inferiore dinanzi all'immagine della Madonna di Belvedere, ci sia stata una “purificazione dell'anima”.
Lungo la breve scesa della prima scalinata, si trovano sulla destra una statuetta della Madonna di Finibus Terrae, mentre sulla sinistra viene conservato il quadro della Madonna di Belvedere.
La prima cripta superiore è grande 9x7 metri e alta 4. In questo piano, vi è un altare con al centro un affresco ritraente la Madonna con Gesù tra le mani. La seconda scalinata è più stretta e lunga rispetto alla prima. 
Nella cripta inferiore vi è principalmente un altare con al centro un dipinto della Madonna di Belvedere. Accanto l'altare, vi è un altro dipinto della Madonna di Belvedere più grande rispetto all'altro.

## Strada Carovigno-Belvedere
La strada che collega Carovigno al Santuario di Belvedere è la SP 33. Questa via lunga 4 km, è meta di passaggio di molti fedeli, che si recano al santuario a venerare la Madonna di Belvedere. Il santuario è meta di pellegrinaggio, soprattutto nei cosiddetti “15 sabati di Belvedere”, ovvero 15 sabati, in cui i fedeli si recano a piedi da Carovigno a Belvedere e viceversa, assistendo anche alla santa messa e visitando la grotta. Il periodo dei 15 sabati va da gennaio/febbraio fino a maggio/giugno. È possibile capire il primo sabato dei 15 di Belvedere sapendo semplicemente quando cade il sabato successivo alla Pasqua, infatti quel giorno (ovvero il sabato di Belvedere) è chiamato anche “L'Ottava di Belvedere”, ovvero l'ottavo giorno dei quindici totali. Inoltre dal santuario, il lunedì dopo Pasqua, viene prelevato il quadro della Madonna di Belvedere portato a Carovigno e riportato al santuario la mattina della pasquetta carovignese, ovvero il sabato dopo Pasqua. Negli ultimi anni, questi sabati vengono vissuti anche nel periodo estivo, fino a comprendere anche la notte delle Grazie tra 14 e 15 agosto e festa di fine estate la seconda domenica di settembre. 
Lungo la strada, vi sono posizionate le varie tappe della via crucis. Ogni stazione è formata da un blocco di pietra rettangolare, con dei bassorilievi che ritraggono la scena della stazione. La prima stazione si trova nell'incrocio tra via Duca della Vittoria e via Peppino di Vagno, l'ultima nei pressi del Santuario. 

## La Madonna di Belvedere

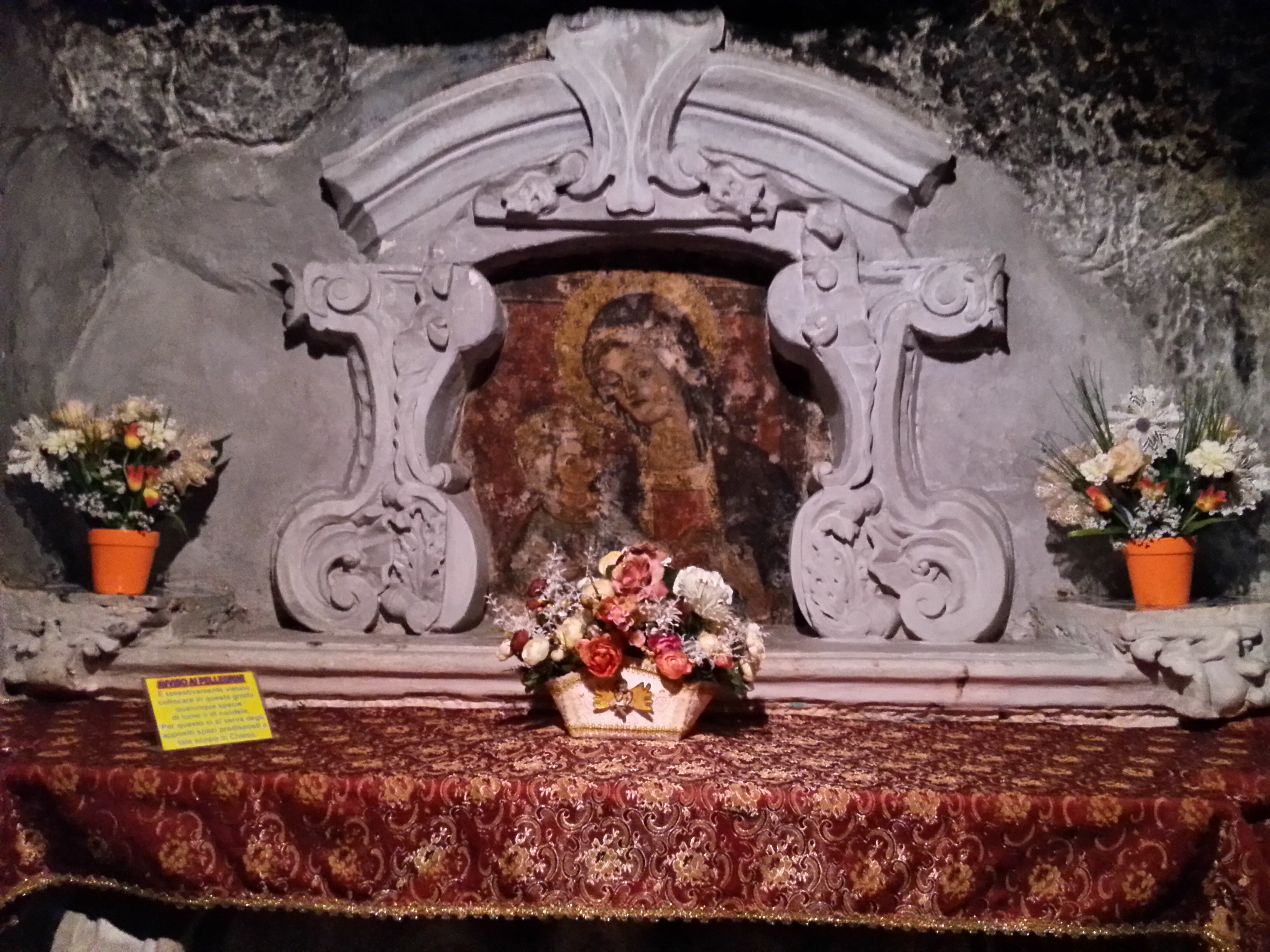
Dipinto e altare della Madonna di Belvedere nella seconda cripta nelle grotte.

La Madonna di Belvedere è la Madonna a cui è dedicato l'intero Santuario. Inoltre, è anche la protettrice di Carovigno.
La Madonna tiene in braccio il bambino Gesù sulla destra e un uccellino è posato sulla mano del bambino.

## Tradizioni

### La 'Nzegna e il Sabato di Belvedere
La 'Nzegna è la più antica tradizione religiosa legata allo sbandieramento in Italia. Questa tradizione porta anche alla nascita del luogo e delle grotte come luogo di culto legato alla Madonna di Belvedere. La 'Nzegna si svolge il lunedì e martedì dopo Pasqua a Carovigno, mentre il sabato nel Santuario. Quest'ultimo giorno prende vari nomi tra cui "Sabato di Belvedere", "Ottava di Belvedere", ma anche "la Pasquetta dei carovignesi". 

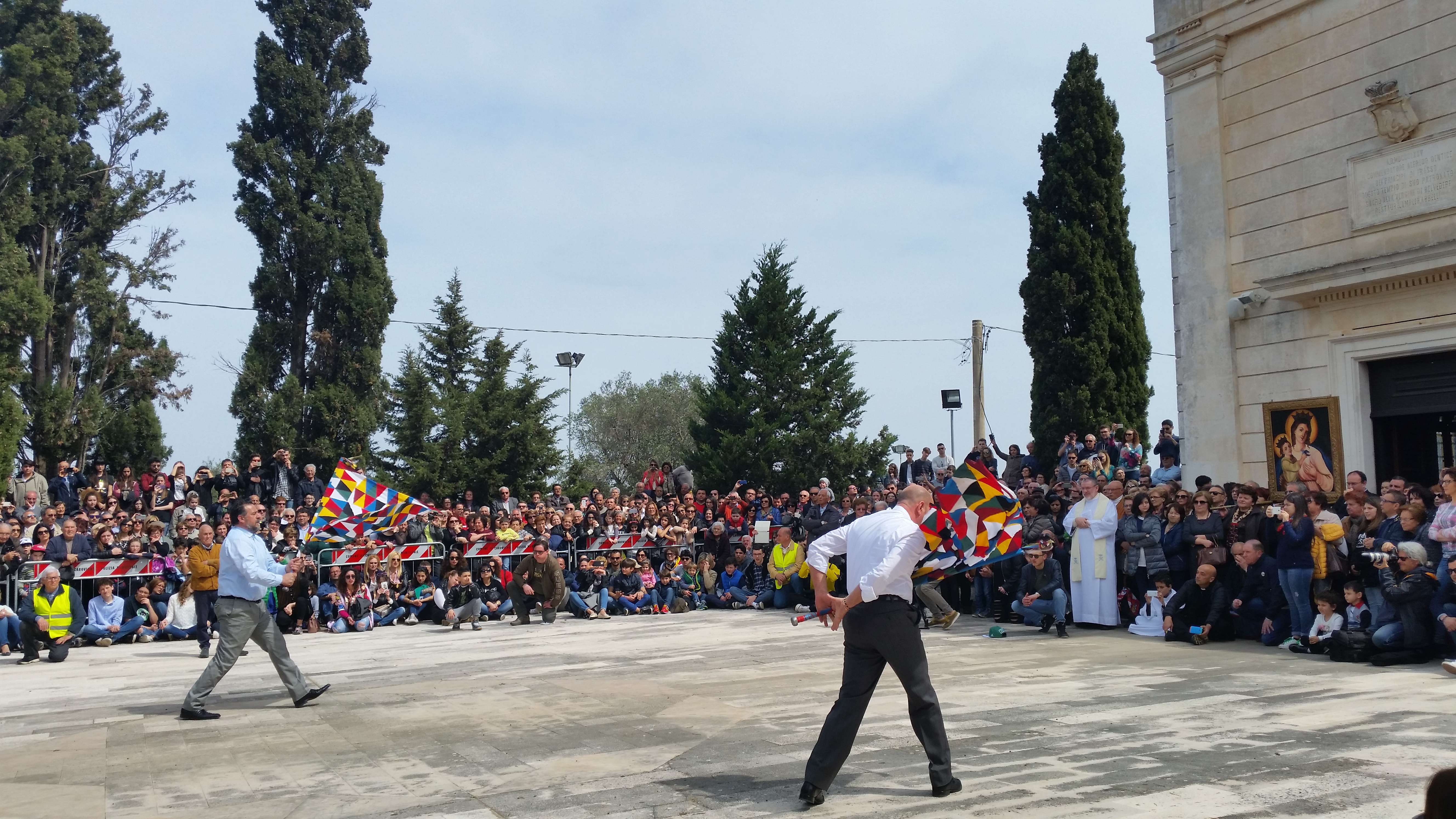
Battitura della 'Nzegna davanti al Santuario di Belvedere

Secondo la leggenda, ambientata ai tempi di Goffredo III di Montescaglioso quando era conte di Brindisi (XI-XII secolo d.C., una notte un paralitico di Conversano, sognò la Madonna che lo invitava a trovarla a Carovigno nel Santuario di Belvedere. L'uomo arrivato in paese con alcuni suoi aiutanti, iniziò a chiedere notizie riguardo al Santuario, ma gli venne indicata solo una contrada con il nome di "Belvedere". Arrivato lì, durante le ricerche, venne udito un lamento da parte di un pastore, disperato per aver perso il miglior vitello che possedeva. Così insieme, iniziarono a ricercare sia l'animale che il dipinto della Vergine. Dopo varie ricerche, si udii un lamento proveniente dal sottosuolo, dietro un mucchio di arbusti ed erbacce. Il pastore tagliò le piante e trovò una grotta. Scese ma non trovò niente, poi scorse un altro buco che portava più in profondità. Sceso nella seconda grotta trovò il suo vitellino genuflesso dinanzi a un'immagine di una Madonna. Il paralitico appena seppe la notizia, volle vedere di persona se l'immagine corrispondeva a quella sognata. Appena la vide iniziò a pregare e improvvisamente tutti i mali che aveva scomparvero. Il pastore per la gioia del ritrovamento e del miracolo, prese un bastone al quale attaccò un fazzoletto multicolore che, iniziò a sventolare e tirare in aria, facendosi notare anche dalla gente vicina e facendo arrivare la voce della scoperta e del miracolo fino al paese. Venne così coniato il termine "Battitura della 'Nzegna", che ancora oggi a distanza di secoli si esegue ogni anno il lunedì, martedì e sabato dopo Pasqua. Il conversanese acquistò il vitello che affidò a una taverna. L'animale venne addobbato e lasciato libero nel pascolare e venne chiamato dai carovignesi "la vaccaredda di la Madonna" (il vitellino della Madonna). Anni dopo venne ucciso in contemporanea con i giorni della 'Nzegna. Venne così preparato un grande banchetto a cui poteva partecipare tutta la popolazione povera del paese. L'evento venne organizzato fino all'inizio del '900, interrotto poi per motivi di ordine pubblico. Da allora l'ultimo giorno della 'Nzegna prese i vari nomi che oggi si attribuiscono e inoltre, dopo il battimento della 'Nzegna, la popolazione si riversa nelle campagne a festeggiare tra prodotti tipici locali e musiche e balli tradizionali.